# Гурна-Весь (Малопольське воєводство)
Гурна-Весь (пол. Górna Wieś) — село в Польщі, у гміні Міхаловіце Краківського повіту Малопольського воєводства.
Населення — 424 особи (2011).
У 1975-1998 роках село належало до Краківського воєводства.

## Демографія
Демографічна структура станом на 31 березня 2011 року:
|          | Загалом | Допрацездатний вік | Працездатний вік | Постпрацездатний вік |
| -------- | ------- | ------------------ | ---------------- | -------------------- |
| Чоловіки | 205     | 50                 | 134              | 21                   |
| Жінки    | 219     | 52                 | 138              | 29                   |
| Разом    | 424     | 102                | 272              | 50                   |